# Challenger de Túnez 2024
El torneo Tunis Open 2024, denominado por razones de patrocinio Kia Tunis Open, fue un torneo de tenis perteneciente al ATP Challenger Tour 2024 en la categoría Challenger 75. Se trató de la 14ª edición; el torneo tuvo lugar en la ciudad de Túnez (Túnez), desde el 13 hasta el 19 de mayo de 2024 sobre pista de tierra batida al aire libre.

## Jugadores participantes del cuadro de individuales
| Preclasificado | País                            | Jugador                 | Rank1 | Posición en el torneo |
| 1              | Bandera de Mónaco               | Valentin Vacherot       | 120   | Semifinales           |
| 2              | Bandera de Bosnia y Herzegovina | Damir Džumhur           | 131   | Semifinales           |
| 3              | Bandera de Francia              | Titouan Droguet         | 146   | Baja                  |
| 4              | Bandera de los Países Bajos     | Jesper de Jong          | 162   | Primera ronda         |
| 5              | Bandera de Japón                | Sho Shimabukuro         | 165   | Segunda ronda         |
| 6              | Bandera de Francia              | Benjamin Bonzi          | 175   | Primera ronda         |
| 7              | Bandera de Italia               | Stefano Travaglia       | 186   | Primera ronda         |
| 8              | Bandera de Argentina            | Genaro Alberto Olivieri | 191   | Cuartos de final      |

- 1 Se ha tomado en cuenta el ranking del 6 de mayo de 2024.

### Otros participantes
Los siguientes jugadores recibieron una invitación (wild card), por lo tanto ingresan directamente al cuadro principal (WC):
- Aziz Ouakaa
- Nikoloz Basilashvili
- Martín Landaluce

Los siguientes jugadores ingresan al cuadro principal tras disputar el cuadro clasificatorio (Q):
- Gerard Campana Lee
- Marco Cecchinato
- Felix Gill
- Timofey Skatov
- Michael Vrbenský
- Alexander Weis

## Campeones

### Individual Masculino
- Oriol Roca Batalla derrotó en la final a  Valentin Royer por 7–6(5), 7–5

### Dobles Masculino
- Federico Agustín Gómez /  Marcus Willis derrotaron en la final a  Patrik Rikl /  Michael Vrbenský por 4–6, 6–1, [10–6]